# Вулстон
Вулстон (англ. Woolston) — передмістя, сучасна південно-східна частина міста Саутгемптон, графства Гемпшир у Південно-Східній Англії. Розташоване на східному березі річки Ітчен. Один з найвідоміших центрів суднобудування в Британській імперії. На верфях John I. Thornycroft & Company свого часу випускалось багато кораблів та суден.

## Зміст
Вулстон веде свою історію від невеличкого селища Олафс тан (англ. Olafs tun), укріпленого на східному березі річки Ітчен поселення, яке заснував ще ватажок вікінгів Олаф I у 10-му сторіччі. Це селище мало стратегічно вигідне розташовування, де вони ставали табором під час нальотів на землі південної Англії.
У Книзі Страшного суду цей населений пункт фігурував уже як Олвестан (англ. Olvestune). Згодом завдяки здобутій славі одного з важливих перевальних пунктів вовни через річку Ітчен містечко стало іменуватись Вулстон.
У Середні віки містечко інтенсивно розвивалось, це зумовлювалося розвитком сільського господарства, ремесел і торгівлі. Розбудова Вулстона відбувалася в умовах піднесення ремісничого виробництва й торгівлі. Особливо інтенсивно розвивались галузі суднобудування. Згодом він став важливим індустріальним і транспортним центром на півдні Англії. В 1908 році в місті засновано штаб-квартиру однієї з найбільших суднобудівних компаній — John I. Thornycroft & Company, яка переїхала до Вулстона з лондонського Чизіка. У 1920 році Вулстон увійшов на правах боро до Саутгемптона.
У 1970 році в містечку збудували Ітченський міст, який з'єднав Вулстон з центром Саутгемптона.